# Île Hope
L'île Hope est une île de l'État de Washington dans le comté de Mason aux États-Unis.

## Description
Parc d'État, située dans le Puget Sound, elle s'étend sur plus de 1,1 km de longueur pour une largeur d'environ 570 m et abrite une forêt primaire et un schorre.